# Schanderied
Das Schanderied ist ein Naturschutzgebiet und ein gleichnamiges Landschaftsschutzgebiet in der Stadt Stockach und der Gemeinde Bodman-Ludwigshafen im Landkreis Konstanz in Baden-Württemberg.

## Beschreibung
Das Ried umfasst knapp 46 Hektar und wurde 1981 als Naturschutzgebiet ausgewiesen. 
Teile (Grasbahn) des Segelfluggeländes Stahringen-Wahlwies bzw. des Sonderlandeplatzes Radolfzell-Stahringen liegen im Gebiet.

## Schutzzweck
Wesentlicher Schutzzweck ist die Erhaltung des Schanderieds als Lebensraum zahlreicher zum Teil vom Aussterben bedrohter Pflanzen- und Tierarten und als naturhafte Riedlandschaft von besonderer Eigenart und Schönheit. Das westlich gelegene gleichnamige Landschaftsschutzgebiet dient im Wesentlichen als Pufferzone für das Naturschutzgebiet.